# Mesochorus globulator
Mesochorus globulator är en stekelart som först beskrevs av Carl Peter Thunberg 1822.  Mesochorus globulator ingår i släktet Mesochorus och familjen brokparasitsteklar. Arten är reproducerande i Sverige. Inga underarter finns listade i Catalogue of Life.